# Staatssoziologie

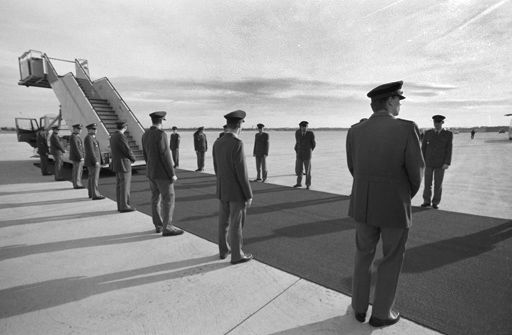
Ein Staatsempfang folgt nach einer vorgegebenen Choreografie

Die Staatssoziologie ist ein von Max Weber geprägter Begriff und kann als ein Sondergebiet der Soziologie angesehen werden, die sich wegen der besonderen Bedeutung des Staates ausdrücklich mit ihm befasst (vgl. auch: Staatstheorie).
Aus der Sicht der Soziologie lässt sich als eine der Pionierschriften die Studie von Ferdinand Tönnies Der englische Staat und der deutsche Staat, von 1917 ansehen (neu ediert 2008 in der Ferdinand Tönnies Gesamtausgabe, Bd. 10, S. 51–283). Die Staatssoziologie blühte dann in der ersten Hälfte des 20. Jahrhunderts (vgl. Joseph Schumpeter, Franz Oppenheimer), als vor allem auch noch viele Juristen soziologisch arbeiteten. Dann wurde es aber einerseits von der Geschichtsschreibung angezweifelt, ob es im strengen Sinne in der Antike oder dem Mittelalter überhaupt „Staaten“ gegeben habe, während andererseits die soziale oder ethische Besonderheit des „Staates“ immer weniger selbstverständlich wurde. Heute erscheinen ihre Materien zumeist in der Politik- oder ggf. in der Verwaltungssoziologie, zumal auch unter dem Begriff Governance.
Aus juristischer Sicht wird nach dem Staatsverständnis Eugen Ehrlichs die normative Ordnung einer Gemeinschaft nicht von Grund auf von einer staatlichen Zentralinstanz geschaffen: Entwicklungsgeschichtlich entstanden schon in vorstaatlichen Gesellschaften Familien, Handelsbeziehungen und andere gesellschaftliche Ordnungsstrukturen. Als sich Staaten herausbildeten, haben diese sich zwar eigene Ordnungen geschaffen, dabei aber weitgehend die schon vorgefundenen sozialen Ordnungen übernommen. Und auch in der Gegenwart entwickeln sich innerhalb der staatlichen Ordnungen und ihres Rechts „normative Strukturen, nach denen man in unterschiedlichen Gemeinschaften zusammenlebt ... Aus diesen Ordnungen, etwa aus der Verkehrs- und Handelssitte und aus den sonstigen Lebensformen des Volkes ergänzt und erneuert sich das staatliche Recht.“ Mit den Worten Ehrlichs:
"Der Schwerpunkt liegt überall in der Ordnung, die sich die Verbände selber geben, und das Leben im Staate und in der Gesellschaft hängt weit mehr von der Ordnung in den Verbänden ab, als von der Ordnung, die vom Staat und der Gesellschaft ausgeht."
Auch abgesehen von solcher gesellschaftlichen "Vorformung" rechtlicher Institutionen sind das staatliche Recht und die staatlichen Strukturen vielfältig durch gesellschaftliche Faktoren – Interessen und Machtverhältnisse – bedingt. Dies ist der zentrale Gegenstand der Interessenjurisprudenz. So erschienen Philipp Heck die staatlichen Gesetze als "die Resultanten der in jeder Rechtsgemeinschaft einander gegenübertretenden und um Anerkennung ringenden Interessen materieller, nationaler, religiöser und ethischer Richtung." Denkt man diese – letztlich auf Rudolf von Jhering zurückgehenden – Erwägungen zu Ende, so gelangt man zu einem pluralistischen Gesellschaftsmodell. Aus dieser Sicht lässt sich nicht im Voraus ein Gesamtzweck der Gemeinschaft festlegen. "Vielmehr müssen in freier Auseinandersetzung zwischen den sich begegnenden Zwecken und Interessen der Bürger immer wieder von neuem mehrheitsfähige Kompromisse ausgehandelt werden: nicht nur über die leitenden Ziele der Politik, sondern auch über die Regelung nachgeordneter Ziel- und Interessenkonflikte".